# 825年
| 千纪： | 1千纪                                                                                           |
| 世纪： | 8世纪 \| 9世纪 \| 10世纪                                                                        |
| 年代： | 790年代 \| 800年代 \| 810年代 \| 820年代 \| 830年代 \| 840年代 \| 850年代                       |
| 年份： | 820年 \| 821年 \| 822年 \| 823年 \| 824年 \| 825年 \| 826年 \| 827年 \| 828年 \| 829年 \| 830年 |
| 纪年： | 乙巳年（蛇年）；唐寶曆元年；南诏保和二年；吐蕃彝泰十一年；日本天長二年；渤海国建兴七年          |

## 大事记
- 牛僧孺多次辭相，唐敬宗命其出任鄂州刺史、武昌軍節度使。
- 昭義節度使劉悟卒，子劉從諫繼任節度使。

## 出生
- 郑畋，唐朝宰相
- 路易二世 (意大利)，意大利国王

## 逝世
- 金梵文，新罗贵族
- 劉悟，唐朝节度使
- 宋若昭，唐朝女官
- 竇常，唐朝大臣
- 佐味親王，日本贵族